# Desastre aéreo de Connellan
El desastre aéreo de Connellan fue un ataque suicida que se produjo el 5 de enero de 1977 en el aeropuerto de Alice Springs, en el Territorio del Norte, Australia.
El ataque fue llevado a cabo por un extrabajador descontento de Connellan Airways (también conocida como Connair), que estrelló un avión Beechcraft Baron contra las instalaciones de la empresa en el aeropuerto. El impacto causó la muerte del piloto y cuatro personas más, además de dejar a otras cuatro heridas, dos de ellas con lesiones graves.
Este incidente es uno de los dos únicos casos de ataques suicidas con aviones registrados en la historia de Australia, junto con un segundo ocurrido en 1982 en el aeropuerto de Bankstown.

## Fondo
Colin Richard Forman, responsable del ataque, tenía 23 años cuando lo llevó a cabo.Nacido en el Reino Unido, emigró solo a Australia siendo joven. En 1974, trató de fabricar un billete de avión falso para regresar a Inglaterra, pero fue descubierto y sentenciado por el delito.
En noviembre de 1975, Forman obtuvo su licencia como piloto comercial y empezó a trabajar para Connair en enero de 1976.Sus empleadores se enteraron de su condena por falsificación, y tras siete semanas en la empresa, fue despedido. Luego consiguió empleo como piloto en Ord Air Charter, en Wyndham, al norte de Australia Occidental, pero también fue despedido de ese trabajo poco después. Se cree que Forman pensaba que Roger Connellan, propietario de Connair, había informado a Ord Air sobre su historial judicial.
A finales de 1976, Forman residía en Mount Isa, Queensland, donde trabajaba realizando vuelos chárter ocasionales con una Cessna monomotor para transporte de carga y turismo. Además, se convirtió en miembro del Mount Isa Aero Club. Hacia octubre de ese año, le comentó a un colega y periodista del North West Star: «Si no consigo trabajo para Navidad, lo sabrás, y a través a ti, casi todo el mundo lo sabrá». También participó en la fiesta de Año Nuevo del club en 1977.

## Ataque
En la madrugada del 3 de enero de 1977, Forman destruyó su apartamento de una habitación en Mount Isa durante un ataque de ira. Apiló los escombros en una esquina de la sala, formando lo que luego se describió como un altar.Encima colocó un trofeo que había recibido por ser el mejor de su curso (Blue Flight) en la antigua Academia Nacional de Aviación Espacial de Cessnock, y frente al trofeo dejó abierto su libro de registro de piloto.
En la fecha en que Forman fue despedido de Connair, hizo una anotación en su libro de registro que decía: «Condenado a muerte en esta fecha». En la última página, registró la fecha, el tipo de avión, el indicativo de llamada, el destino y la frase «Misión suicida». Para concluir, escribió la palabra «FIN» en ambas páginas, izquierda y derecha, respectivamente.
Forman condujo aproximadamente 2000 kilómetros (1200 millas) hasta Wyndham, haciendo una parada nocturna en la ciudad de Katherine, en el Territorio del Norte. El 5 de enero, robó un Beechcraft 58 Baron (matrícula VH-ENA) del aeropuerto de Wyndham, luego de enterarse de que el avión más grande que quería usar estaba ocupado ese día por el Royal Flying Doctor Service. El vuelo de Wyndham a Alice Springs en un Beechcraft Baron dura alrededor de cuatro horas; Forman había planeado llevar a cabo el ataque a las 10 a. m., durante la pausa matutina de Connair, pero no consideró la diferencia horaria de una hora y media entre Australia Occidental y el Territorio del Norte, por lo que llegó a las 11 a. m.
Al llegar al aeropuerto de Alice Springs, Forman pronunció un último mensaje por radio: «Es mejor morir con honor que vivir sin él – Echo – November – Alpha». Luego, aceleró al máximo ambos motores y dirigió el avión hacia el complejo Connellan, estrellándolo contra el edificio principal.En el impacto fallecieron Forman y otras tres personas, entre ellas su exgerente Roger Connellan, hijo del fundador de la aerolínea, Edward Connellan. Una secretaria sufrió quemaduras graves y murió cinco días después en el hospital. Además, otros cuatro empleados de Connair resultaron heridos.

## Secuelas
Durante la investigación, se descubrieron cartas que Forman había enviado al Departamento de Transporte, en las que explicaba sus razones para llevar a cabo el ataque. En estos escritos, describía su juicio en el tribunal, mencionaba que las siete semanas que pasó en Connair fueron las más felices de su vida y detallaba los problemas laborales que enfrentó tras ser despedido. Además, revelaba su intención de «causar a Connair el máximo de pérdidas y dificultades» y de «matar y mutilar al mayor número posible de empleados de Connair Pty Ltd».Sin embargo, algunos medios informaron incorrectamente que esta última declaración aparecía en la última página de su libro de registro.
Connellan Airways fue vendida a East-West Airlines en 1980.